# مرد عنکبوتی نهایی
مرد عنکبوتی نهایی مجموعه کتاب کمیکی در ژانر ابرقهرمانی است که از سال ۲۰۰۰ تا ۲۰۰۹ توسط مارول کامیکس منتشر شده‌است. این مجموعه کامیک تصور مجدد از فرانچایز کمیک طولانی مدت مارول به نام مرد عنکبوتی را به عنوان بخشی از اثر مارول نهایی است و در زمین ۱۶۱۰ روایت می‌شود. مرد عنکبوتی نهایی در کنار سایر شخصیت‌های تجدید شونده مارول در عناوین مارول نهایی شامل مردان ایکس نهایی، چهار شگفت‌انگیز نهایی و نهایی‌ها قرار دارد.